# Gianni Franciolini
Gianni Franciolini (Florença, Toscana, 1 de junho de 1910 - 1 de janeiro de 1960) foi um diretor e roteirista italiano.

## Filmografia
- 1940 – L'ispettore Vargas
- 1942 – Giorni felici
- 1942 – Addio amore
- 1942 – Fari nella nebbia
- 1946 – Notte di tempesta
- 1947 – Amanti senza amore
- 1949 – La sposa non può attendere
- 1950 – Anselmo ha fretta
- 1951 – Ultimo incontro
- 1952 – Buongiorno, elefante!
- 1953 – Siamo donne
- 1953 – Il mondo le condanna
- 1953 – Villa Borghese
- 1954 – Il letto (Secrets d'alcove)
- 1955 – Racconti romani
- 1955 – Le signorine dello 04
- 1956 – Peccato di castità
- 1958 – Racconti d'estate
- 1959 – Ferdinando I, re di Napoli